# كولي طويل الذيل
حِنَّوْر طويل الذيل أو كولي طويل الذيل (الاسم العلمي: Urocolius macrourus) (بالإنجليزية: Blue-naped Mousebird)‏ هو نوع من الطيور يتبع جنس الكولي السهمي من فصيلة الكوليات.

## معرض صور

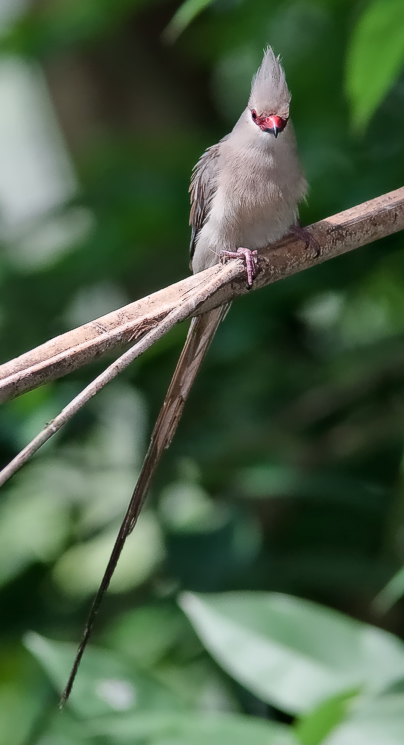
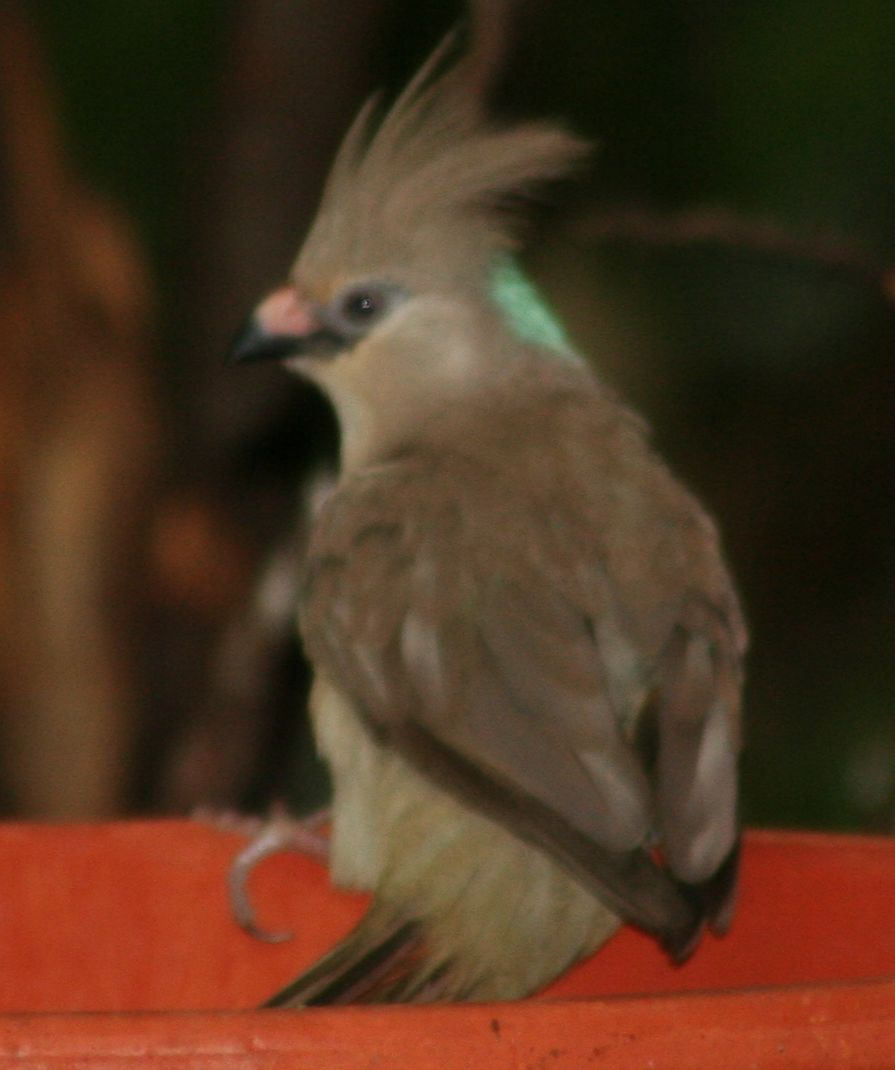
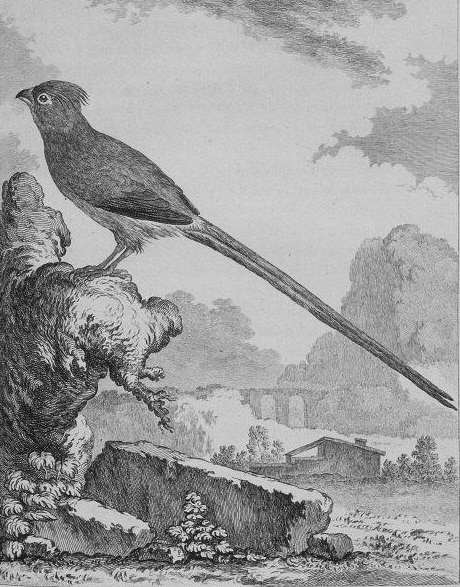